# أماندا ساج
أماندا ساج (بالإنجليزية: Amanda Sage)‏ هي رسامة أمريكية، ولدت في 19 أبريل 1978.